# Diastrophosternus
Diastrophosternus is een kevergeslacht uit de familie van de boktorren (Cerambycidae). De wetenschappelijke naam van het geslacht werd voor het eerst geldig gepubliceerd in 1911 door Gounelle.

## Soorten
Diastrophosternus is monotypisch en omvat slechts de volgende soort:
- Diastrophosternus bruchi Gounelle, 1911